# Microsa
Microsa is een geslacht van spinnen uit de familie bodemjachtspinnen (Gnaphosidae).

## Soorten
De volgende soorten zijn bij het geslacht ingedeeld:
- Microsa chickeringi Platnick & Shadab, 1977
- Microsa cubitas Alayón & Platnick, 1993
- Microsa gertschi Platnick, 1978